# Lijst van grootmeesters van de Orde van Sint-Lazarus
De lijst van grootmeesters van de Orde van Sint-Lazarus bevat de grootmeesters van de Orde van Sint-Lazarus van de orde voor de restauratie. Door het ontbreken van documenten van de oorsprong van de orde is er niet met zekerheid vast te stellen wie de eerste grootmeester van de orde was. Er is zelfs verwarring met de Orde van Sint Jan van Jeruzalem doordat enkele ridders van die orde worden toegeschreven aan de Orde van Sint-Lazarus.

## Grootmeester van de Orde van Sint-Lazarus voor de restauratie

### Grootmeester in het Heilige Land
- 108? - 1098 Gerard van Martigues
- 1120 - 1131 Boyant Roger
- 1131 Jean
- ca. 1155 Hugo van Saint-Pol
- 1157 - 1159 Raymond du Puy de Provence
- ca. 1164 Reinier
- ca. 1168 Raymond
- ca. 1169 Gerard van Monclar
- 1185 - 1186 Bernard
- ca. 1228 Gautier de Neufchâtel
- 1234 - 1254 Reinoud van Flory
- ca. 1267 Jean van Meaux
- 1277 - 1312 Thomas van Sainville

### Grootmeester in Biogny (Frankrijk)
- 1277 - 1312 Thomas van Sainville
- 1312 - 1342 Adam van Veau
- 1342 - 1349 Jean van Parijs
- 1349 - 1355 Jean van Coaraze
- 1355 - 1368 Jean Le Conte
- 1368 - 1384 Jacques van Besne
- 1413 - 1454 Peter van Ruaux
- 1454 - 1469 Willem van Mares
- 1469 - 1493 Jean Le Cornu
- 1493 - 1500 Frans van Amboise, neef van Emery d'Amboise grootmeester van de Orde van Malta
- 1500 - 1519 Agnan van Mareuil
- 1519 - 1521 Frans van Saint-Pol
- 1521 - 1524 Claude van Mareuil
- 1524 - 1557 Jean Conti
- 1557 - 1564 Jean van Levis
- 1564 - 1578 Michel de Sèvre
- 1578 - 1586 Frans Salvati
- 1586 - 1593 Michel de Sèvre
- 1593 - 1603 Aymar de Clermont-Chaste
- 1603 - 1604 Karel van Gayand de Monterolles
- 1604 - 1620 Philibert van Nérestang, markies van Nérestang
- 1620 - 1639 Claude van Nérestang, zoon van voorgaande
- 1639 - 1644 Karel van Nérestang, zoon van voorgaande
- 1644 - 1673 Karel-Achille van Nérestang, broer van voorgaande
- 1673 - 1691 François-Michel le Tellier, markies van Louvois
- 1691 - 1720 Philippe de Courcillon, markies van Dangeau
- 1720 - 1752 Lodewijk van Orléans
- 1757 - 1773 Lodewijk van Frankrijk, dauphin
- 1773 - 1814 Lodewijk van Frankrijk, de later koning Lodewijk XVIII